# Archibald Day
Archibald Day (18 juillet 1899 - 17 juillet 1970) est un officier de la Royal Navy et hydrographe de la Marine de 1950 à 1955. Il joue un rôle important dans la planification de l'évacuation de Dunkerque en 1940 et a écrit une histoire du service hydrographique.

## Biographie
Day passe deux ans avec le HMS Conway, le navire-école naval, puis va au collège naval de Dartmouth, mais est mobilisé pour la Première Guerre mondiale après un seul trimestre à l'âge de 15 ans. Il sert comme cadet et aspirant en mer du Nord et avec le HMS Welland en Méditerranée. Il est promu lieutenant le 15 août 1919 et, en 1920, commence des travaux d'arpentage, servant sur le HMS Endeavour sur la côte nord de l'Égypte ,,,. Il passe les 12 années suivantes à arpenter divers navires sur la côte est de l'Angleterre, de la Chine, de la Malaisie et du Moyen-Orient, avec deux séjours à terre en tant qu'assistant naval .

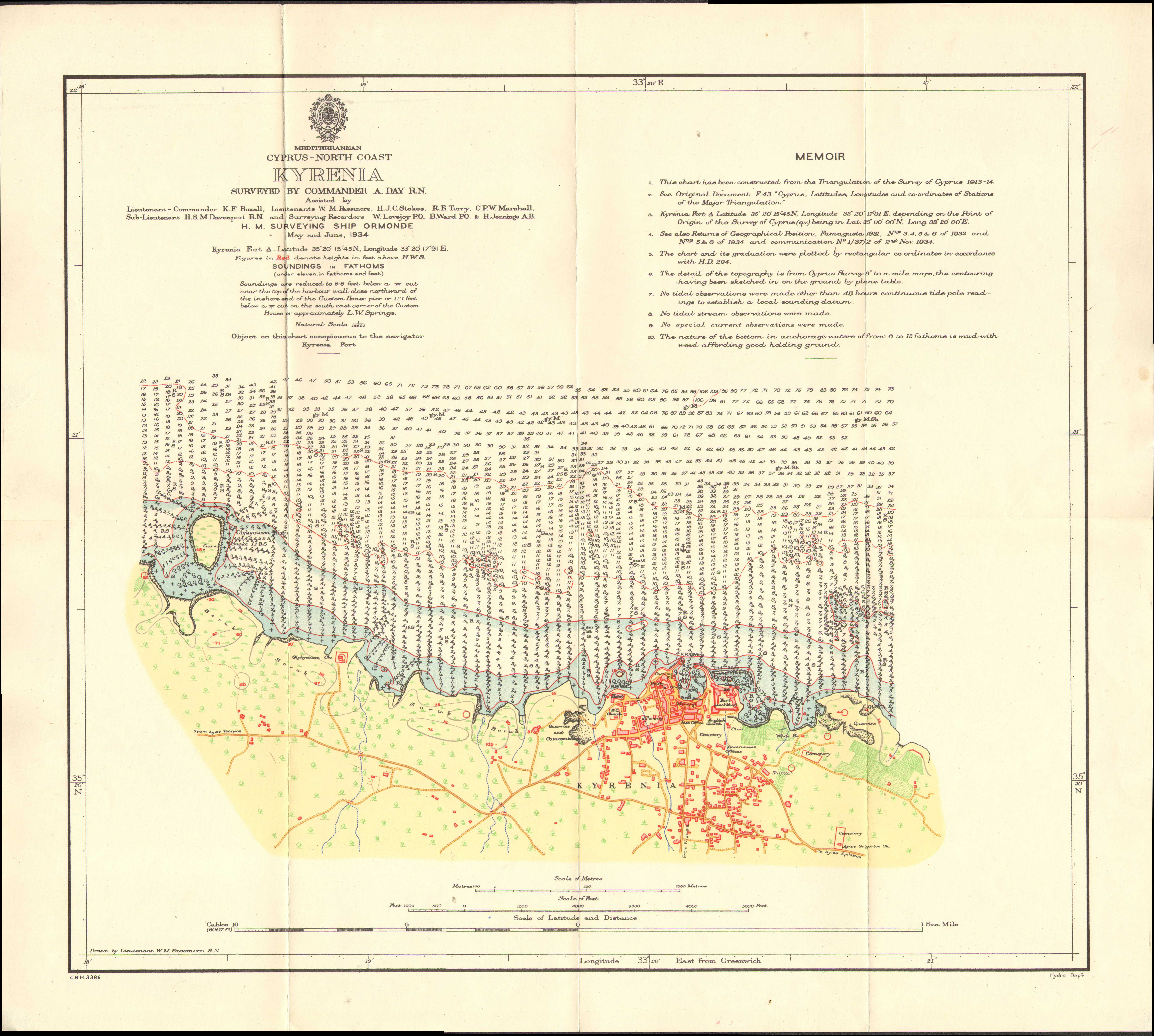
Carte juste de Kyrenia, étudiée par Day dans le HMS Ormonde en 1934

Son premier commandement, à partir de juin 1932, est le HMS Fitzroy, arpentant la côte est de l'Angleterre et de l'Ecosse. Il est alors avec le HMS Ormonde dans le golfe Persique et à Chypre. Il est promu commandant en 1934 . De 1937 à 1940, il est surintendant des cartes au service hydrographique. Il est promu capitaine en 1940 et nommé chef d'état-major de l'officier général de Douvres. Il joue un rôle majeur dans la planification de l'évacuation de Dunkerque en 1940 ,. Son expérience d'arpentage sur la côte est de l'Angleterre, avec ses nombreux bancs de sable perfides et ses fortes marées, est inestimable dans cette tâche . Il est assistant hydrographe en 1943 et 1944. C'est à une époque où la production de cartes est essentielle dédiée à l'effort de guerre, et sept millions de cartes et cartes sont imprimées chaque année .
En novembre 1944, Day prend le commandement du HMS White Bear, un yacht converti pour l'arpentage et transportant du matériel d'impression. White Bear est alors à Colombo et participe à la campagne de Birmanie (1944-1945) en coordonnant des équipes d'enquête qui cartographient les nombreux canaux de la côte birmane et impriment des cartes et des cartes pour les forces d'assaut . Il reçoit l'Ordre du Service distingué pour cette opération . Après la capitulation japonaise, White Bear mène des enquêtes autour de la péninsule malaise et en Indonésie, pour aider au rétablissement de la navigation normale .
Après la guerre, Day reprend son poste d'assistant hydrographe, puis en février 1948 prend le commandement du HMS Dalrymple, nouvellement mis en service comme navire hydrographique, travaillant en Méditerranée  . En 1950, il est nommé Hydrographe de la Marine, poste qu'il occupe jusqu'en 1955. En tant qu'hydrographe, Day collabore avec la société Decca Navigator pour développer des systèmes électroniques d'arpentage à l'aide de stations terrestres transportables. Il est un partisan de la coopération internationale en hydrographie et océanographie, dirigeant la délégation du Royaume-Uni à la Conférence hydrographique internationale qui se tient à Monaco en avril 1952. Il est promu vice-amiral en 1953 et devient KBE en 1954 . Il prend sa retraite en 1955 .
Après sa retraite, Day dirige une petite équipe pour effectuer un levé hydrographique du Lac Malawi . En 1956, il est nommé coordinateur de l'Année géophysique internationale, basé à Bruxelles, mais voyageant beaucoup pour faciliter le travail des scientifiques de nombreux pays qui y prennent part .
Son dernier ouvrage est son histoire The Admiralty Hydrographic Service 1795-1919, publiée en 1967. Le livre donne un résumé de la première partie de la période, qui est couverte par les premiers Memoirs of Hydrography de Dawson  et un compte rendu beaucoup plus détaillé de la période de 1884 à 1919 avec des biographies d'arpenteurs et des tableaux d'enquêtes et de navires par année. Il est décédé le 17 juillet 1970 à Douvres .